# Hermasa
Hermasa Canning Technology S.A. (conocida comercialmente como Hermasa) es una empresa española especializada en la construcción de fábricas y maquinaria para la industria conservera de pescado, fundada en Vigo en 1972. Sus orígenes se remontan al año 1941, dedicando su actividad al sector industrial, si bien no es hasta 1972 cuando se constituye la sociedad con la razón jurídica Hermanos Rodríguez Gómez S.A. y comienza su especialización en el sector conservero de pescado. En el año 2015 había vendido maquinaria a 60 países y se situaba entre las  5 empresas de Galicia más internacionalizadas, según el ranking elaborado por el servicio de información empresarial Ardán. 
Las primeras instalaciones se encontraban en Chapela (Redondela), cercanas a la factoría central de Pescanova, hasta que en el año 2006 se produce el traslado a las nuevas instalaciones del PTL de Valladares (Vigo). En el año 2018 la firma modifica su razón social a la actual Hermasa Canning Technology S.A.
En los años 2022 y 2023 la empresa es seleccionada como la compañía más inteligente de Galicia, alcanzando el primer puesto del listado según el ranking Ardán.

## Historia
En 2006, Hermasa se traslada a su nueva sede al Parque Tecnológico y Logístico de Vigo, en unas instalaciones de 5.500 metros cuadrados.
En el año 2007 Hermasa construyó la mayor fábrica de conservas de sardina del mundo, ubicada en Perú.
En 2021 la compañía recibe el premio internacional de la industria atunera Tuna Awards a la innovación, otorgado por Anfaco y el Ministerio de Agricultura, Pesca e Innovación de España.

## Productos
En el año 2006 una de sus principales patentes era la denominada Flash-Pack, una empacadora de sardinas automática. Realiza el corte, limpieza, eviscerado y empaque (introducción en la lata) de la sardina en un solo proceso, con velocidades de hasta 200 latas/min.
También en ese año su producto más vendido es la Tunipack, una empacadora de atún. En venta desde 2001, puede llegar a empacar hasta 500 latas de atún por minuto.